# سي. بي. نيوتن
سي. بي. نيوتن هو سياسي أمريكي، ولد في 31 يوليو 1879، وتوفي في 4 ديسمبر 1958 في ليتل روك في الولايات المتحدة. نشط حزبياً في الحزب الديمقراطي. وقد انتخب عضو مجلس نواب أركنساس ‏.